# アルマ・グルック
アルマ・グルック（Alma Gluck, 1884年5月11日 - 1938年10月27日）は、ルーマニア出身のソプラノ歌手。ユダヤ系。
ドイツで活動した後、アメリカ合衆国に移住、オペラ歌手として華々しい成功をとげた。レオポルト・アウアー門下の名ヴァイオリニストエフレム・ジンバリストと結婚し、2児をもうけ、内臓疾患により急死するまで穏やかな家庭生活を築いた。息子にテレビ俳優のエフレム・ジンバリスト・ジュニア、孫に女優のステファニー・ジンバリストがいる。

## 略歴
グルックはルーマニア王国のブカレストで、ユダヤ人の家族の下で生まれた。グルックは若い頃にアメリカ合衆国へ移り住み、ニューヨークのメトロポリタン歌劇場で最初の成功を掴み、レコーディング・アーティストとしてアメリカ内を広く演奏会を開いた。グルックが録音したレコード「なつかしのヴァージニア」 (Carry Me Back to Old Virginny) は、クラシック音楽家としては初めてとなる100万枚以上のセールスを記録した。
グルックの娘である女優のマーシャ・ダヴェンポートは、初婚の相手である歯科医との子供である。グルックは後にヴァイオリニストのエフレム・ジンバリストと再婚し、エフレム・ジンバリスト・ジュニアら2人の子供をもうけた。
グルックは、1925年に家族とコネチカット州ニューハートフォードで過ごすため引退した。グルックは自分が民族的にユダヤ人であると思い続けていたが、米国聖公会に夫のエフレムと惹きつけられているのを感じ、定期的に家族でニューハートフォードの教会へ行くようになった。エフレム・ジュニアらはそこで洗礼を受け、夫婦はニューハンプシャー州のボーディングスクールに資金を提供した。エフレム・ジュニアは福音主義のサークルで活動し、後にトリニティ放送ネットワークの創設者の一人となった。グルックはルイーズ・ホーマーとのデュエットで、賛美歌の「ちとせの岩よ」、「希望のささやき」、「なつかしくも浮かぶ思い」、「我が魂を 愛するイェスよ」などを録音した。
アルマ・グルックは、ニューヨークで肝不全のため 54歳で死去した。

## 出演オペラ
- 『ウェルテル』ソフィー[10]
- 『売られた花嫁』エスメラルダ[11]
- 『パルジファル』花の乙女[12]
- 『ラインの黄金』フライア[13]
- 『ファウスト』マルグリート[14]
- 『スペードの女王』クロエ[15]
- 『アイーダ』巫女の長[16]
- 『ラ・ボエーム』ミミ[17]
- 『アルミード』ルシンド/快楽の精[18]
- 『道化師』ネッダ[19]
- 『ジェルマニア』ヤーネ[20]
- 『タンホイザー』ヴェーヌス[21]
- 『リゴレット』ジルダ[22]